# Huset Luxemburg
Huset Luxemburg var en av de mest betydelsefulla ätterna under medeltiden i Centraleuropa och hade sin storhetstid mellan 1308 och 1437.

## Historia
Släktens ursprung är i Luxemburg, som var en provins i det Tysk-romerska riket. Grevinnan Ermesinda av Luxemburg (omkring 1186-1247), den enda arvingen till Henrik IV den blinde, greve av Namur och Luxemburg, gifte sig 1214 med Hertig Walram av Limburg. Därmed ökade familjens egendomar och inflytande.
Ermesinda och Walrams son, Henrik V av Luxemburg, (kung mellan 1247 och 1281), fortsatte att utvidga familjens egendomar.
Henrik VI (1240–1288) dog i slaget vid Worringen den 5 juni 1288 och förlorade därmed Limburg. 
Därefter började familjen att orientera mot Frankrike. Henrik VI:s son, Henrik VII, son till grevinnan Beatrix av Avenses-Beaumont växte upp i det franska hovet. Familjens kontakter med Frankrikes regentfamilj stärktes, när Henrik VII gifte sig med Margareta av Brabant, dotter till Filip IV av Frankrike. 1308 blev greven tysk-romersk kung, genom bland andra sin bror, ärkebiskop Balduin och ärkebiskop Peter av Mainz insatser, och därefter valdes han till kejsare 1312.
År 1310 blev Henrik VII:s son, Johann tjeckisk kung. Dynastin Luxemburg var för övrigt också mycket framgångsrik i Böhmen. Deras störste bundsförvant var huset Přemysliden.
Perioden under Karl IV av Luxemburg och närmast därefter är Luxemburgmaktens storhetstid, men landområdena blev mindre under den efterföljande generationen. 1402 förlorade man Luxemburg och Neumark samt 1415 även Brandenburg.
1400 jagades Wencel bort från den tysk-romerska tronen och de tyska furstarna valde Ruprecht av Pfalz till kejsare.
Med Sigismunds av Ungern död dog familjens manssida ut, och 1442 dog även Elisabeth av Böhmen. Hon var den sista Luxemburgaren.

## Viktiga personer
- Henrik V
- Henrik VI
- Henrik VII Heinrich VII (1275–1313) – Kejsare i tysk-romerska riket (1308–1313).

- Johan den blinde Jan Lucemburský (Luxembourg) (1296–1346) – son till Henrik VII. Kung i Böhmen (1310–1346). Dog vid slaget vid Crécy mellan fransmän och engelsmän.

- Karl IV Karel (1316–1378) – son till Johann. Kung i Böhmen (1346–1378), kung i Rom (1346–1378), kejsare i tysk-romerska riket (1355–1378).

- Wencel IV Václav IV (Wenceslas) (1361–1419) – son till Karl IV. Kung i Böhmen (1378–1419), kung i Rom (1376–1400). Av tyska historiker kallad Wenceslas den late. Hade rykte om sig av vara suput och sadist. Avsatt som kejsare på grund av lättja.

- Zikmund (Sigismund) (1368–1437) — son till Karl IV. Kung i Böhmen (1420, 1436–1437), kung i Ungern (1387–1437), kejsare i tysk-romerska riket (1433–1437), kung i Lombardiet från 1431. Under hans regeringstid hade Jan Hus startat ett uppror.

## Bildgalleri

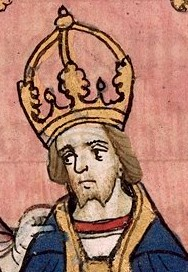
Henrik VII
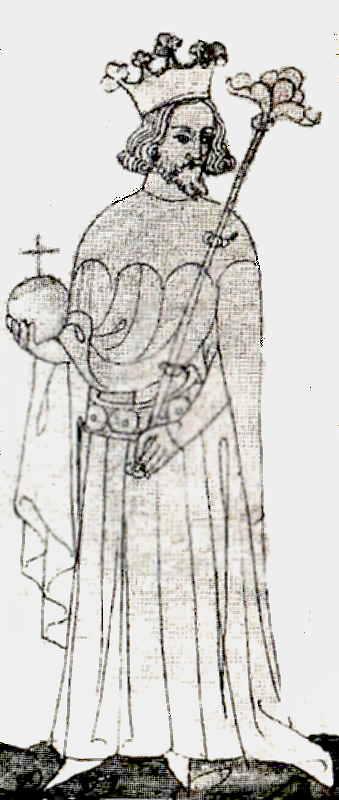
Johan den blinde
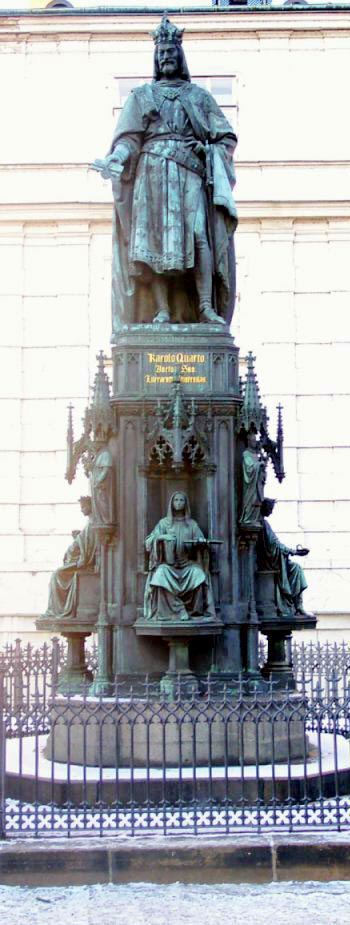
Karl IV
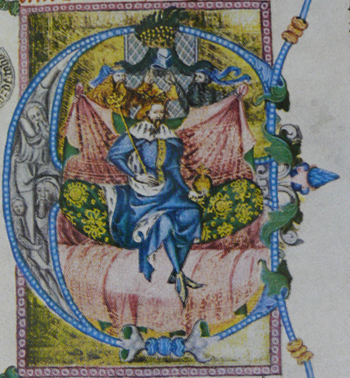
Wencel IV
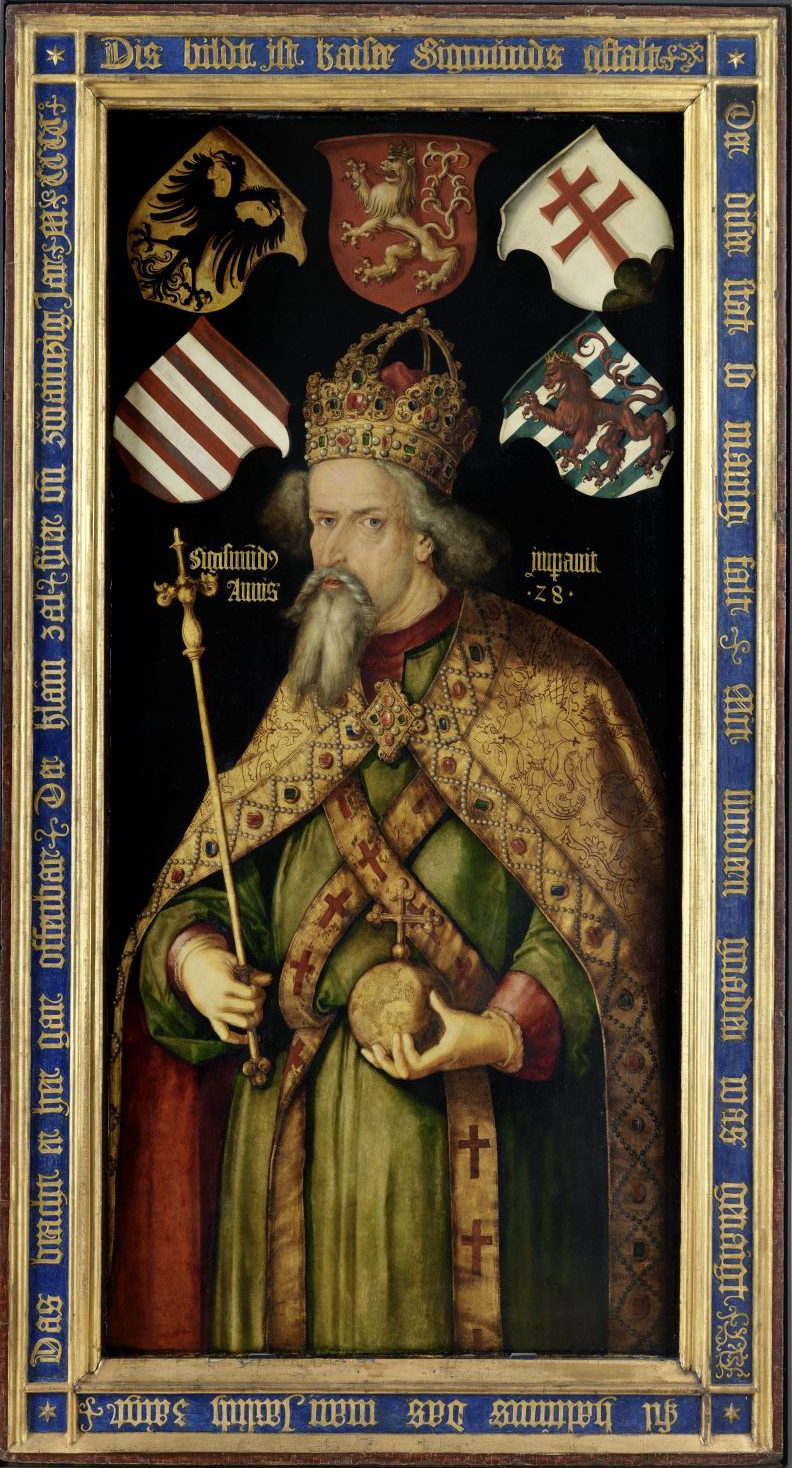
Sigismund av Ungern